# Bank (Docklands Light Railway)
Bank è una stazione della Docklands Light Railway di Londra.

## Storia
Capolinea della diramazione ovest della Docklands Light Railway, la stazione è entrata in servizio il 29 luglio 1991 insieme al prolungamento da Tower Gateway a Bank.

## Struttura e impianti
La stazione è posta prima di Shadwell in direzione Poplar. Si trova nella Travelcard Zone 1.

## Interscambio
La stazione è collegata al sistema di Bank e Monument tramite corridoi sotterranei, interscambiandosi con le linee Central, Circle, District, Northern e Waterloo & City.
La stazione è servita dai London Buses.